# Maciej Kozasa
Maciej Kozasa (ur. w Ōmura w Japonii; zm. 27 listopada 1619 w Nagasaki) – błogosławiony Kościoła katolickiego, japoński męczennik, ofiara prześladowań antykatolickich w Japonii.

## Życiorys
Maciej Kozasa należał do Bractwa Różańcowego.
W Japonii na początku okresu Edo doszło do prześladowań chrześcijan.
Maciej Kozasa został ścięty 27 listopada 1619 r. w Nagasaki za to, że nie doniósł władzom, że w domu stojącym przy ulicy, na której mieszkał, ukrywał się misjonarz Alfons de Mena. Tego samego dnia w Nagasaki stracono również wielu innych chrześcijan (m.in. pod tym samym zarzutem Macieja Nakano i Romana Motoyama Myotarō).
Został beatyfikowany w grupie 205 męczenników japońskich przez Piusa IX w dniu 7 lipca 1867 r. (dokument datowany jest 7 maja 1867).
Dniem jego wspomnienia jest 10 września (w grupie 205 męczenników japońskich).